# Bitchfield
Bitchfield – wieś w Anglii, w hrabstwie Lincolnshire. Leży 44 km na południe od Lincoln i 151 km na północ od Londynu.